# Flugzeugenteisung

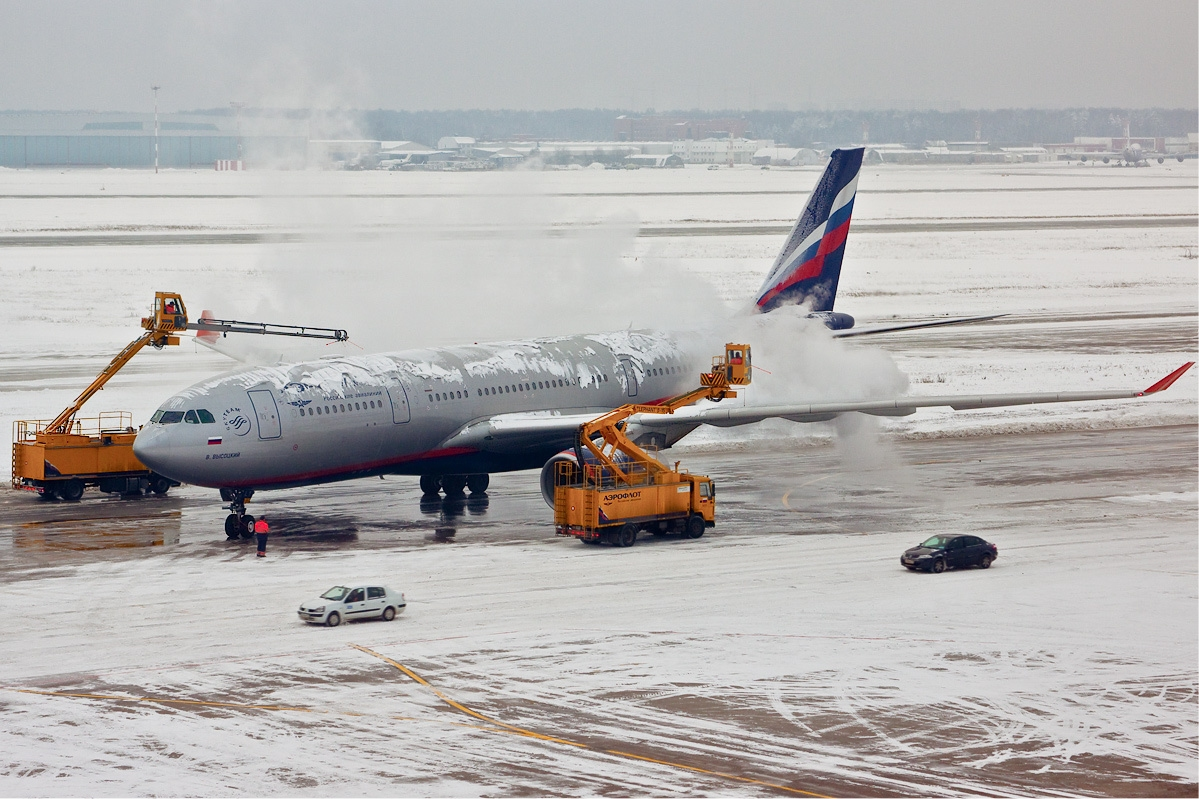
Ein Aeroflot Airbus A330 bei der Enteisung am Flughafen Moskau-Scheremetjewo

Die Flugzeugenteisung (englisch de-icing) ist ein Vorgang, bei dem ein Flugzeug von Eis und Schnee befreit wird. Die Enteisung ist aus Sicherheitsgründen erforderlich, denn Eis und Schnee erhöhen das Flugzeuggewicht und beeinflussen die Aerodynamik ungünstig.

## Enteisung am Boden

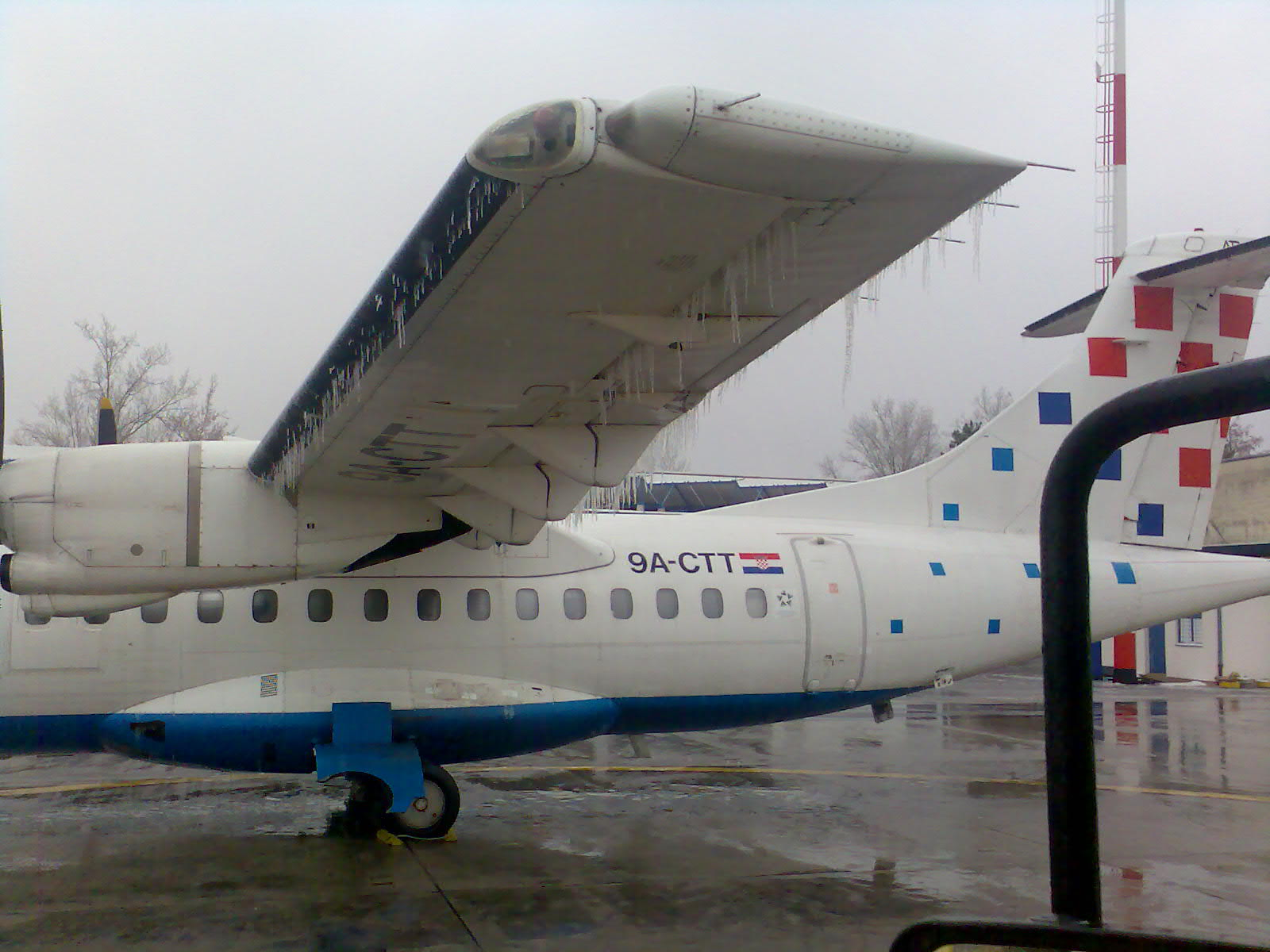
Durch Eisregen vereiste Tragfläche einer ATR 42

Vor dem Start werden vorhandene bzw. sich bildende Eisansätze durch Enteisungsflüssigkeit oder Heißluft entfernt. Der Start der Maschine muss dann unmittelbar erfolgen.
Außerdem kann eine Schutzschicht aufgebracht werden (engl. anti-icing), die eine erneute Eisbildung auch bei Niederschlag verhindert. Das verwendete Enteisungsmittel ist ein Gemisch aus Wasser, Alkohol (Glykol) und Zusatzstoffen. Das Mischungsverhältnis Enteisungsflüssigkeit zu Wasser ist abhängig von der Außentemperatur, von der Art des Niederschlags und der benötigten Zeit der Schutzwirkung. Es wird darauf geachtet, dass die Flüssigkeit biologisch abbaubar ist und aufgefangen wird. Eine Wiederverwendung ist meist nicht möglich.
Enteisungen finden mit Spezialgeräten mit einem großen Ausleger und einer ferngelenkten Düse an der Spitze entweder auf speziellen Flächen (engl. deicing pads/deicing areas), die von den Flugzeugen über die Rollbahn angesteuert werden, statt (engl. remote de-icing) oder direkt auf der Parkposition (engl. gate de-icing) am Gebäude oder auf dem Vorfeld.
Die Enteisung muss direkt vor dem Start durchgeführt werden, um die Zeit der Schutzwirkung nicht zu überschreiten. Im Winter treten daher auch bei gut organisierten Flughäfen häufiger Verzögerungen im Flugverkehr durch die notwendige Enteisung der Flugzeuge auf.

### Enteisungsflüssigkeiten

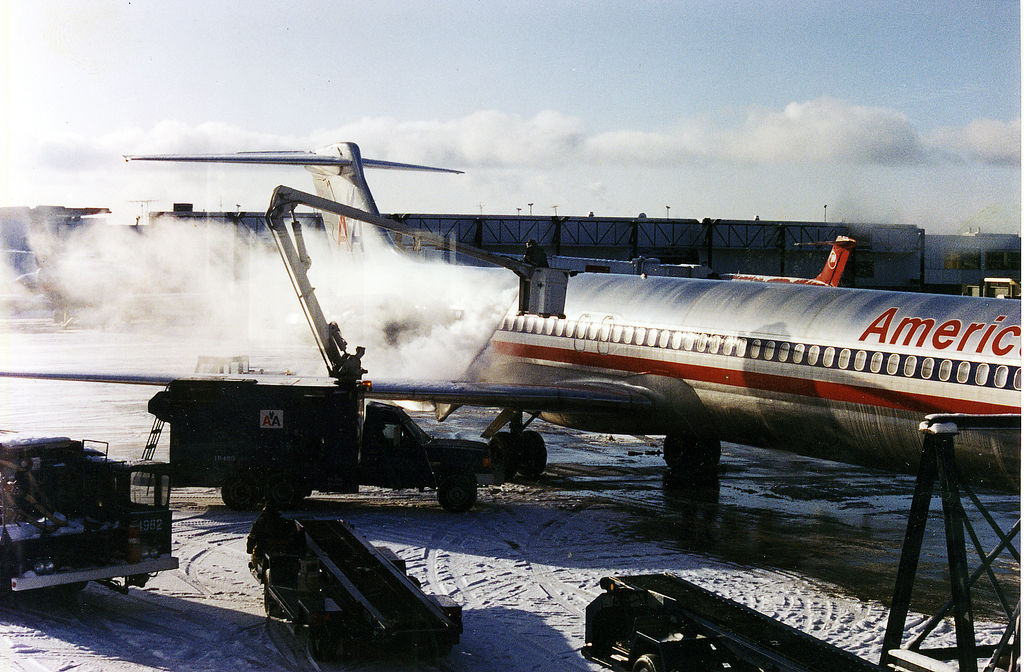
Eine McDonnell Douglas MD-80 der American Airlines während der Enteisung

Es gibt nach ISO/SAE vier Flüssigkeitstypen. Typ II, III und IV bestehen aus etwa 50 % Glykol und 49 % Wasser und können bei Temperaturen bis mindestens −25 °C eingesetzt werden. Sie sind mit Verdickern versetzt, sodass sie besser anhaften. Dadurch bleibt das Enteisungsmittel (engl. aircraft deicing fluid, ADF) länger auf den Oberflächen des Flugzeugs und kann sogar schwammähnlich ein gewisses Maß an winterlichen Niederschlägen in sich aufnehmen und verflüssigen.
Solche aufgequollenen Enteisungsmittelrückstände können andererseits in größeren Höhen wieder gefrieren und, je nachdem wie viel des Glykolanteils in den hygroskopischen Polymer-(Verdicker-)resten durch Wasser ersetzt wurde, dann in den Ruderspalten die Steuerflächen blockieren und die Steuerbarkeit des Flugzeuges einschränken. Die Konsistenz dieser Rückstände hat dann einen sogenannten Stockpunkt (bei dieser Temperatur könnte man einen mit der Substanz gefüllten Becher umdrehen, ohne dass etwas herausfließt) zwischen −57 °C (quasi 100 % Glykol) und 0 °C (dann wären alle Glykolanteile durch Wasser ersetzt). Dieses Phänomen tritt hauptsächlich nach längeren winterlichen Trockenperioden mit nachfolgend einsetzenden Niederschlägen in Form von Regen oder bei Inversionswetterlagen auf. Daher ist es wichtig, diese Rückstände regelmäßig gründlich zu entfernen.
Die Zeit, in der das Flugzeug vor Wiedervereisung geschützt ist, wird Vorhaltezeit (engl. holdover time, HOT) genannt. Die HOT richtet sich nach Art des Niederschlages, der örtlichen Temperatur (engl. outside air temperature, OAT) und der Stärke des Niederschlages. Ist ein Luftfahrzeug mit z. B. Schnee verunreinigt, entscheidet allein der Pilot oder ein von ihm Beauftragter, ob das Luftfahrzeug enteist wird. Auch über das Mischungsverhältnis der Enteisungsflüssigkeit entscheidet der Pilot. Die drei Typen II, III und IV werden entsprechend der benötigten Schutzwirkung in festen Mischungsverhältnissen mit Wasser verdünnt oder bleiben unverdünnt: 100 %, 75 % oder 50 % werden angewandt.
Die Typen II, III und IV unterscheiden sich in den verwendeten Verdickern. Typ III ist für langsam (< 85 Knoten) startende Flugzeuge (selten verwendet), Typ II für schnellere Maschinen und Typ IV entspricht dem Typ II mit einer größeren Scher- und Hitzebeständigkeit und einer längeren Vorhaltezeit.
Das Enteisungsmittel Typ I enthält diesen Verdicker nicht und ist daher gut zum Deicing oder (eingeschränkt) zum Anti-icing bei reinen Frostbedingungen ohne Niederschlag geeignet. Es besteht aus etwa 80 % Glykol und 20 % Wasser und wird entsprechend den jeweiligen Wetterbedingungen mit Wasser verdünnt. Es kann somit auch bei sehr niedrigen Temperaturen eingesetzt werden.
Bei der sogenannten „Two-Step-Enteisung“ wird vorhandenes Eis oder Schnee in Abhängigkeit von der herrschenden Außentemperatur mit heißem Wasser oder einer Mischung aus Typ I oder Typ II und Wasser von relevanten Flächen entfernt und anschließend eine Schutzschicht (anti-ice) mit Typ II, III oder IV aufgetragen.
Die Verwendung von Enteisungsflüssigkeiten kann zur Belastung der Kabinenluft führen. Bei Untersuchungen einer Passagiermaschine, bei der Auffälligkeiten zu verzeichnen waren, wurden in der Kabinenluft Propylenglykol-Konzentrationen von bis zu 2,5 mg/m3 festgestellt.

### Infrarotenteisung
In Newark (USA) und seit Januar 2006 auch in Oslo kommt eine Infrarotenteisungsanlage zum Einsatz. Hier werden Flugzeuge bis zu einer Größe eines Airbus A320 oder einer Boeing 737 in einer Halle mit der Wärme von Infrarotlampen enteist. Danach können sie in der Halle durch das Aufbringen einer Anti-icing-Flüssigkeit gegen Wiedervereisung geschützt werden. Dieses Verfahren gilt als umweltfreundlich und ist je nach Kontamination des Flugzeugs mit winterlichen Anhaftungen auch recht schnell.

### Gantry
Die Gantry (engl. Gerüst, Portal) war eine stationäre Enteisungsanlage auf dem Flughafen München (MUC). Sie wurde Ende der 80er Jahre entwickelt und kam in acht Wintersaisons zum Einsatz. Die Flugzeuge wurden dabei in die Maschine hinein geschleppt und dort enteist.
2001 hätte sie aufgrund der fehlenden Eignung für Flugzeuge mit Winglets und größere Flugzeuge wie der Boeing 777, Boeing 747 oder dem Airbus A380 modernisiert werden müssen. Jedoch brauchen mobile Enteisungsfahrzeuge heutzutage weniger Personal und sind kosteneffizienter – somit hätte sich die Modernisierung nicht gelohnt. Heute ist die Anlage abgebaut.

## Enteisung in der Luft
Auch in der Luft wird zwischen anti-icing (deutsch Eisverhinderung) und de-icing (deutsch Eisbeseitigung) unterschieden.
Flugzeuge, die für Instrumentenflüge unter Vereisungsbedingungen zertifiziert sind (also u. a. die allermeisten Passagiermaschinen), haben meistens an den Flügelvorderkanten, Triebwerken und sonstigen Flächen, an denen sich gefährlicher Eisansatz bilden kann, beheizbare Flächen.

### Elektrisches und elektromagnetisches De-icing
Propeller werden meist mittels Beheizung durch elektrischen Strom enteist. Der Energiebedarf dafür ist hoch. Um die elektrische Leistung des Flugzeuges nicht zu überfordern, werden immer nur einzelne Heizflächen paarweise symmetrisch in Intervallen (z. B. 5 Min.) eingeschaltet. Das Problem sind unsymmetrische Vereisungen am Propeller, die zu starken Vibrationen führen können; die Drehzahl ist möglichst weit zu reduzieren. Bei elektrischer Enteisung am Vierblattpropeller werden jeweils zwei gegenüberliegende Propellerblätter gleichzeitig enteist.
Scheiben der Verglasung werden mit eingebetteten Widerstandsschichten oder -drähten enteist.
Das Forschungszentrum Karlsruhe und DaimlerChrysler Aerospace Airbus haben ein Enteisungsverfahren mittels Mikrowellen mit einer Frequenz von über 20 GHz beschrieben, das für Faserverbundwerkstoffe geeignet ist.

### Pneumatisches De-icing

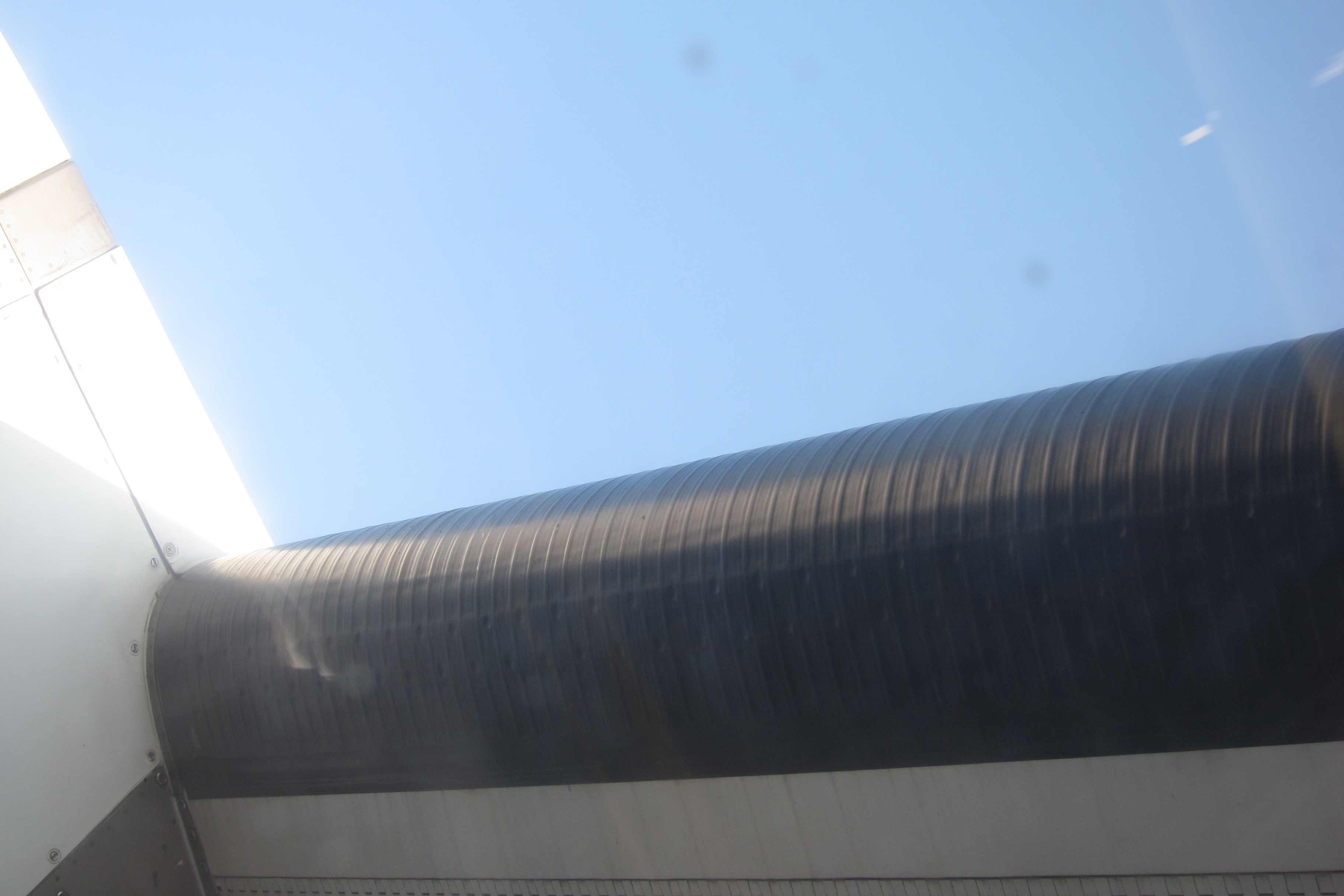
Pneumatische Enteisungsvorrichtung an der Flügelvorderkante einer ATR 72-200

Kleinere Maschinen verfügen auch heute noch an den gefährdeten Stellen über Gummimatten (engl. boots), die während des Fluges durch Pressluft zyklisch aufgeblasen werden und so Eisansatz absprengen können. Flugzeugtypen im kommerziellen Luftverkehr mit dieser Vorrichtung sind beispielsweise Baureihen der De Havilland DHC-8, ATR 42/ATR 72, Saab 340/Saab 2000, Fokker 50 und Dornier 328.

### Chemisch-physikalisches Anti-icing
Alternativ gibt es auch Enteisungssysteme, die an den gefährdeten Stellen Enteisungsflüssigkeit (isopropanol- oder ethylenglykolhaltig) aus feinen Poren herauspressen. Auf diese Weise wird ein Eisansatz verhindert oder abgelöst. Allerdings ist die maximale Einsatzdauer durch die Tankgröße eingeschränkt. Dieses Enteisungsverfahren basiert auf Gefrierpunkterniedrigung (FPD, freezing point depression) und wird für Scheiben, Tragflächen und Propeller eingesetzt.
Wie aufblasbare Gummimatten hatten auch poröse Textilien von Dunlop, die Enteisungsflüssigkeit austreten ließen, den Nachteil, das Abgleiten von Stahlseilen von Sperrballons entlang der Flügelvorderkante hin zu (je Flügel mehreren) Pyrotechnik-Spreng-Kabel-Abschneidern zu behindern. Für den Einsatz der niedrigfliegenden britischen RAF-Bomber im Zweiten Weltkrieg über dem Deutschen Reich sollte eine gepanzerte Flügelvorderkante, die Enteisungsmittel austreten lassen kann, entwickelt werden.
TKS ist die Markenbezeichnung des Verfahrens, entwickelt von der TKS (Aircraft Deicing) Ltd. Auf Betreiben der britischen Regierung wurde 1942 diese neue Kooperation aus 3 Spezialunternehmen mit den Anfangsbuchstaben T, K und S gebildet:
- Tecalemit Ltd. (in Deutschland Deutsche Tecalemit GmbH) erzeugte Schmieranlagen, insbesondere Dosierpumpen.
- Kilfrost Ltd. stellte Enteisungschemikalien her.
- Sheepbridge Stokes (heute Teil der GKN Gruppe) produzierte damals neu entwickelte poröse Metallwerkstoffe auf Basis von Pulvermetallurgie.

Der entwickelte de-icing strip (Enteisungsstreifen) besteht aus einem Rohr mit etwa einem halben Zoll (1,27 cm) quadratischem Querschnitt, dessen Vorderseite durch poröses Sintermetall gebildet wird und ging gegen Ende des Zweiten Weltkrieges (also gegen 1945) in Produktion. Damit ausgerüstet wurden die Handley-Page-Halifax-, Avro-Lincoln- und Vickers-Wellington-Bomber.
Um 1950 wurden von TKS effizientere poröse Paneele für diese Funktion eingeführt, hergestellt aus NiRo-Stahlpulver und später gewalztem und gesintertem Drahtgewebe. Letzteres wird noch heute produziert. Ein Begriff dafür ist weeping wing (weinender Flügel).
In den 1970ern kam die Idee Laserbohrungen zu nutzen, in den 1980ern kam so gebohrtes Titanblech auf. Noch heute in Verwendung ist folgende Konstruktion an der Flügelnase: 0,7–1,2 mm dünnes Titanblech mit 124 Laser-Bohrungen pro Quadratzentimeter mit 0,064 mm Durchmesser, hinterlegt mit einer porösen Membran zur gleichmäßigen Verteilung der Enteisungsflüssigkeit, die über Nylonschläuche von 14- oder 28-Volt-Pumpen mit 40–55 Watt Leistung aus einem Tank geliefert wird.
1994 wurde TKS von Aerospace Systems & Technologies (AS&T) erworben.

### Thermisches Anti-icing
Bei Düsenflugzeugen, die mit ihren Triebwerken genügend Abwärme liefern, geschieht die Beheizung durch Zapfluft aus dem Triebwerk (engl. thermal anti ice, TAI). Die sehr heiße Zapfluft wird durch Hohlräume hinter der Flügelvorderkante geblasen. Die Hitze kann das Material (Aluminium) schwächen und schädigen. Deshalb muss die Temperatur in diesem Bereich überwacht werden. Am Boden darf thermal anti ice nicht eingesetzt werden, da der kühlende Flugwind fehlt. Zum Start wird thermal anti ice auch möglichst ausgeschaltet, um den Triebwerken nicht Startleistung zu entziehen. Bei Ausfall eines Triebwerkes während des Startes könnte wegen der Zapfluft für thermal anti ice die fehlende Leistung den kritischen Unterschied zwischen „Start mit einem Triebwerk“ und „Unfall während des Starts“ ausmachen. Dasselbe gilt für die Landung, da die Piloten immer auf ein Durchstarten vorbereitet sein müssen.
Bei Flugzeugen mit Kolbentriebwerken dient oft eine Vergaservorwärmung zur Verhinderung einer Vergaservereisung.

## Unfälle wegen fehlender oder unzureichender Enteisung
In chronologischer Reihung:
- Air-Florida-Flug 90, Januar 1982 – Die Crew vernachlässigte ihre Checklisten und benutzte den Reverse (Schubumkehr) für den Pushback, um das Gate zu verlassen.
- Air-Ontario-Flug 1363, März 1989 – Die Maschine war nicht enteist worden, da die Triebwerke aufgrund eines defekten Hilfstriebwerks nicht abgestellt werden konnten und das Flugzeug – eine Fokker F28 – gemäß den Vorschriften von Hersteller und Fluggesellschaft bei laufenden Triebwerken nicht enteist werden durfte, um die Kabinenluft nicht mit Dämpfen zu belasten.[9]
- Scandinavian-Airlines-Flug 751, Dezember 1991 – Vor dem Start wurde das Flugzeug vom Typ McDonnell Douglas MD-81 unzureichend enteist, da eine dicke Schicht Klareis auf der Tragflächenoberseite übersehen worden war. Nach dem Abheben löste sich das Eis von den Tragflächen und wurde von den Hecktriebwerken angesaugt, was eine Minute nach dem Abheben zum Ausfall beider Triebwerke führte.[10] Bei der anschließenden Notlandung auf einem Feld zerbrach der Flugzeugrumpf in drei Teile; sämtliche Insassen überlebten den Unfall.
- USAir-Flug 405, März 1992 – Nach Startverzögerungen wurde die Maschine nicht erneut enteist, obwohl dies eigentlich nötig gewesen wäre. Die Crew übersah gefährliche Eisablagerungen an den Flügeln und dem Leitwerk und hielt daher eine nochmalige Enteisung für nicht notwendig.
- American-Eagle-Flug 4184, im Oktober 1994 – Gefrierender Regen, der auf den Tragflächen zu Eis erstarrte und die aerodynamischen Eigenschaften des Flügels verschlechterte, ließ sich an den Tragflächenhinterkanten nicht entfernen, da hier keine Heizmatten verbaut waren. Infolge des Eisansatzes und der gestörten Profilumströmung kam es zu einer Querruder-Momenten-Umkehr, die das Flugzeug in eine unkontrollierte Lage brachte. Die Piloten konnten die Maschine nicht wieder unter Kontrolle bringen.
- Air-France-Flug 7775, Januar 2007 – Die Kombination aus einem steileren Anstellwinkel als üblich und Raureif auf den zuvor nicht enteisten Tragflächen ließ eine Fokker 100 der Régional beim Start am Flughafen Pau-Pyrenäen erst mehrmals stark seitlich neigen, dann an Höhe verlieren. Die Maschine rollte schließlich mit hoher Geschwindigkeit über das Ende der Startbahn hinaus.
- Saratov-Airlines-Flug 703 – Der Absturz einer Antonow An-148 der russischen Saratov Airlines in der Oblast Moskau am 11. Februar 2018, bei dem alle 71 Insassen starben, wird von der zwischenstaatlichen Luftfahrtbehörde MAK erstursächlich auf die Vereisung eines oder mehrerer Pitotrohre mit nachfolgender Übermittlung falscher Geschwindigkeitsdaten ins Cockpit zurückgeführt. Der Verlust an Fluggeschwindigkeit habe zum schnellen Absacken des Flugzeugs und zu dessen Aufprall geführt.